# Kia Forte
Der Kia Forte ist ein Pkw-Modell des Automobilherstellers Kia Motors, das in seiner Heimat Südkorea seit Ende September 2008 unter dem Namen Kia K3 erhältlich ist und später auch in diversen weiteren Märkten, unter anderem Nordamerika und China eingeführt wurde.

## 1. Generation (2008–2013)

### Geschichte
Das im Februar 2009 für den Weltmarkt gleichzeitig auf der Chicago Auto Show und der Canadian International Auto Show vorgestellte Fahrzeug der Kompaktklasse basiert zum Teil auf der Plattform des Kia cee’d. Um Kosten zu reduzieren, wurde die Mehrlenker-Hinterachse durch eine günstigere Verbundlenkerachse ersetzt, die Vorderradaufhängung ist die gleiche. Das Interieur enthält einige Elemente des unter dem cee’d positionierten Kia Soul. Das Fahrzeug wird mit 2,0-l- und 2,4-l-Ottomotoren (letzterer nur in den USA erhältlich) angeboten. Auf dem Heimatmarkt folgten diesen ein 1,6-l-Ottomotor und ein gleich großer Diesel. Für das Karosserieform des Fahrzeugs zeichnet der 2006 zu Kia gekommene Peter Schreyer verantwortlich. Mit diesem Modell führte er den Tiger Nose-Kühlergrill als Erkennungsmerkmal der Marke ein.
In Nordamerika und China ist der Forte seit Juni 2009 verfügbar. Die Fertigung für den chinesischen Markt erfolgt im 2007 eröffneten Yancheng-Werk, für alle anderen Märkte im koreanischen Hwasung-Werk. Die Bezeichnung variiert zwischen den Märkten und greift dabei auf Vorgänger des Forte zurück. So wird er in Australien, Großbritannien und Südamerika weiterhin als Cerato angeboten, in Singapur als Cerato Forte. In China erhielt er sogar den Namen des Vor-Vorgängers Kia Shuma, der damals noch aus Korea dorthin exportiert wurde.
2010 war der Forte das meistverkaufte Modell des Herstellers, mit reichlich 400.000 Einheiten nahezu doppelt so zahlreich wie das zweithäufigste Fahrzeug, der entfernt plattformverwandte Sportage.

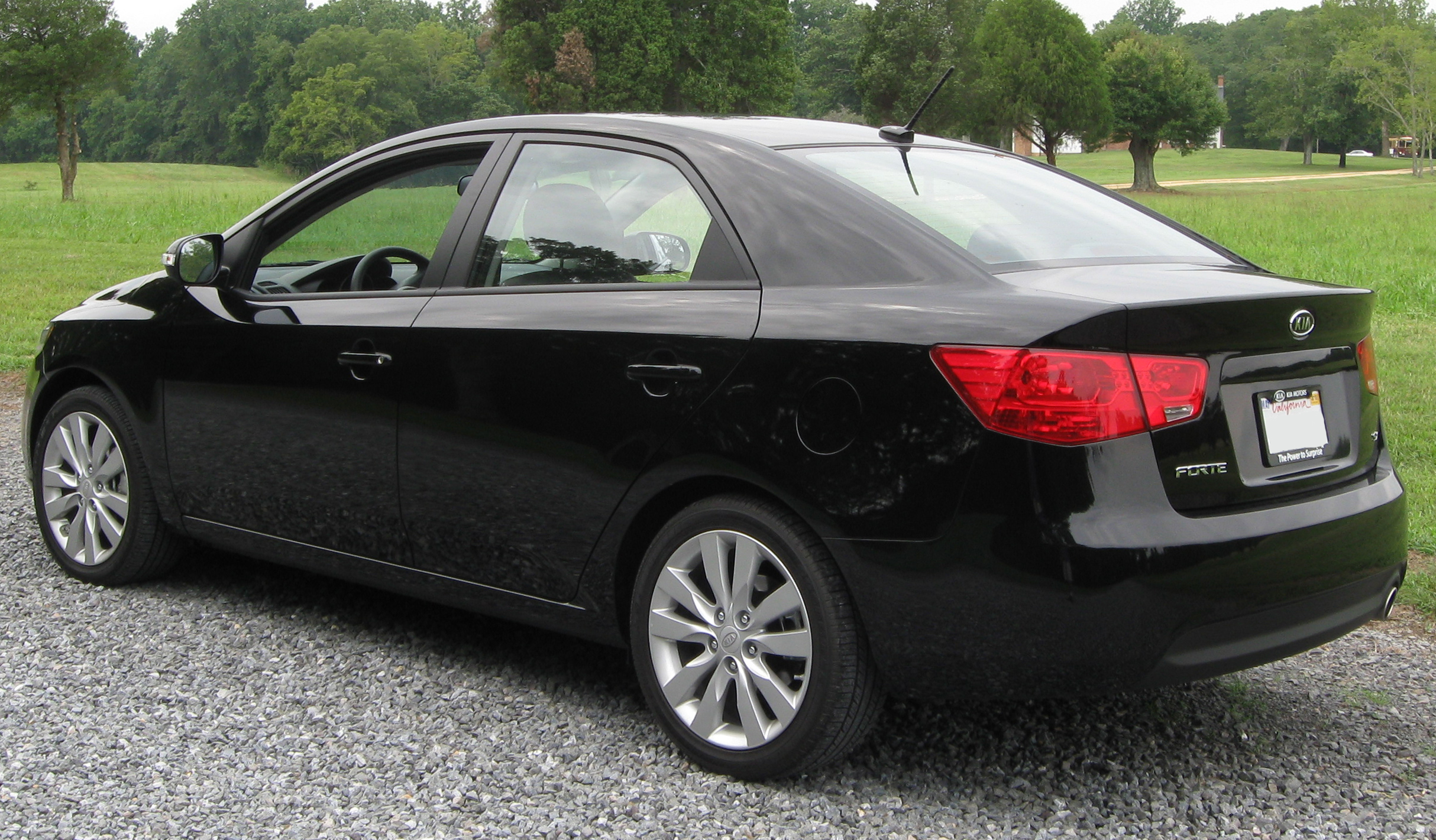
Heckansicht
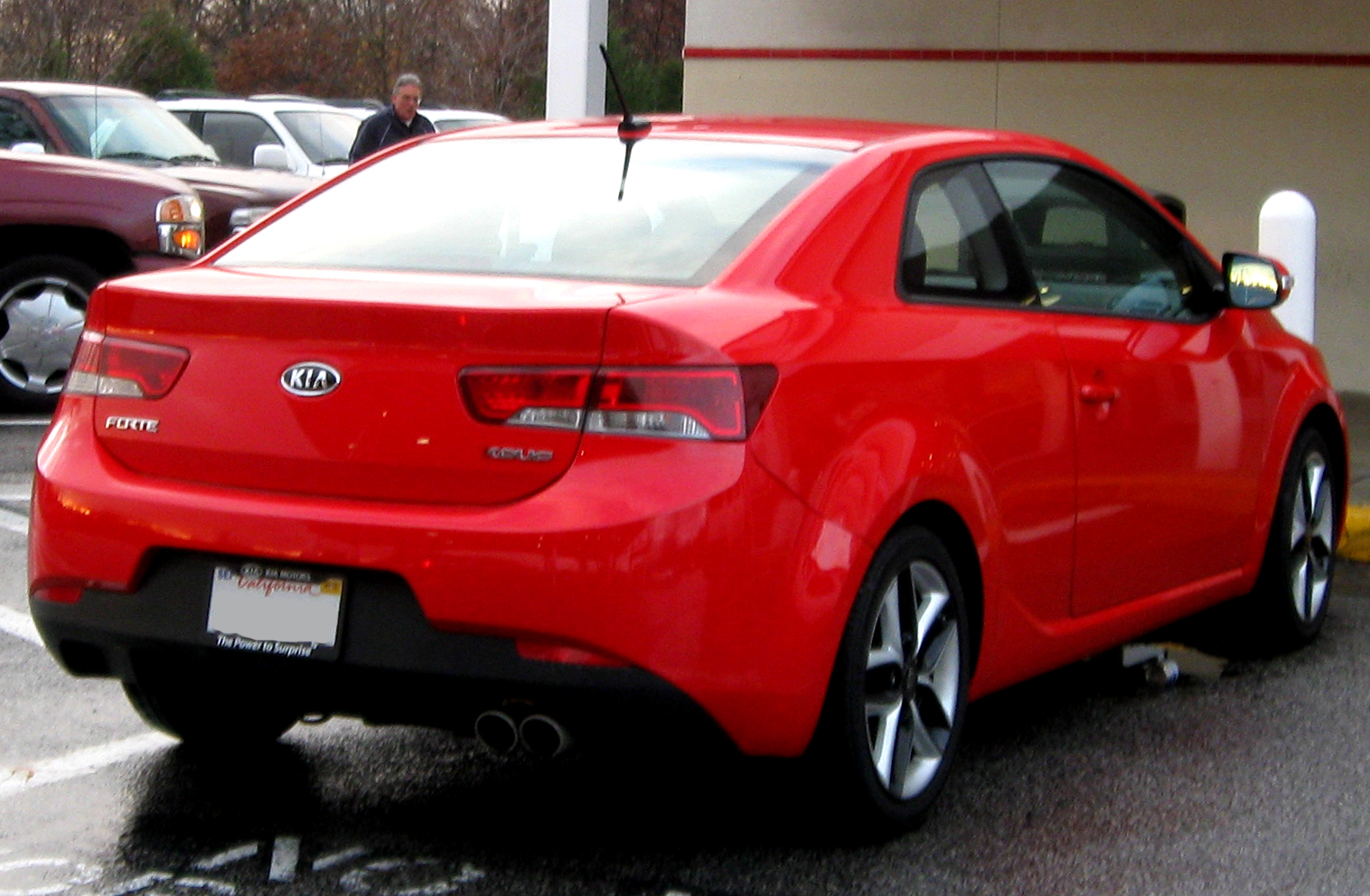
Kia Forte Koup (2009–2013)
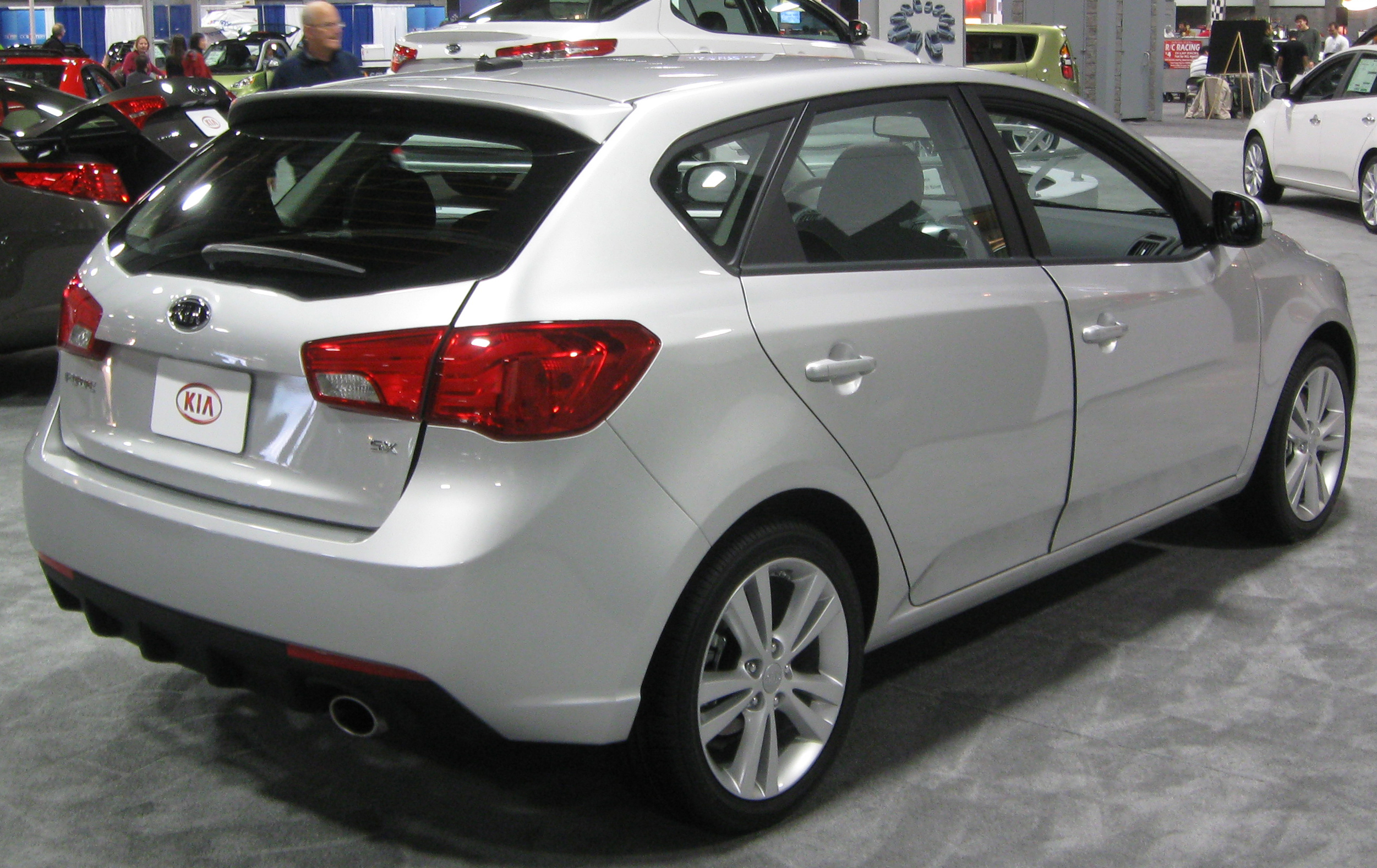
Kia Forte Schrägheck (2010–2013)

### Positionierung
Pläne, den Forte auch nach Europa zu exportieren, gibt es nicht, da Kia schon mit dem für den europäischen Markt konzipierten, technisch aufwändigeren Kia cee’d in der Kompaktklasse vertreten ist.
Dieses zweigleisige Angebot auf Basis derselben Plattform wird durch die Fließheck-Variante des Forte abgerundet. Diese wurde auf der New York International Auto Show 2010 vorgestellt.
Als direkte Konkurrenten des Forte auf dem heimischen Markt gelten der Renault Samsung SM3, Daewoo Lacetti Premiere und der Hyundai Avante, der als kostengünstigere Variante des Hyundai i30 ebenfalls nicht in Europa angeboten wird. Beide Hyundai-Modelle basieren auf derselben Kompakt-Plattform wie Forte und cee’d.

### Modellfamilie
Der viertürigen Stufenhecklimousine folgte im August 2009 auf der Basis des Konzeptfahrzeugs Kia Koup Concept das überhaupt erste zweitürige Coupé-Modell von Kia unter dem Namen Forte Koup. Dieses ist gegenüber den anderen Varianten um 10 mm auf 14 cm Bodenfreiheit tiefergelegt. 2010 folgte als dritte Karrossieform eine Fließheckvariante.
Unter dem Banner „Eco Dynamics“ forciert Kia Bemühungen, umweltfreundlichere Technologien zu entwickeln. Seit August 2009 ist der Kia Forte LPI Hybrid auf dem koreanischen Markt erhältlich. Das auf der Seoul Motor Show 2009 vorgestellte Fahrzeug zeichnet sich neben einem neu entwickelten Flüssiggas-Hybrid-Antrieb durch eine weltweit erstmals in einem Serienwagen verbaute Lithium-Polymer-Batterie aus.
Im Sommer 2010 kam als dritte Karosserieversion noch eine fünftürige Fließhecklimousine hinzu.

## 2. Generation (2013–2018)
Im Jahr 2013 brachte Kia in den USA die zweite Generation des Forte auf den Markt. Diese ist wie das Fahrzeug der ersten Generation als Limousine, Schrägheck und Coupé erhältlich. Zum Modelljahr 2017 wird die zweite Generation einem Facelift unterzogen.
Das Fahrzeug wird auch als Kia K3 (Südkorea), Kia Cerato (Russland) oder Kia Shuma (China) verkauft.
Das Coupé wird im Gegensatz zu den beiden anderen Versionen auch mit dem aus cee’d GT bekannten 150 kW (204 PS) starken 1,6-Liter-Turbomotor angetrieben.

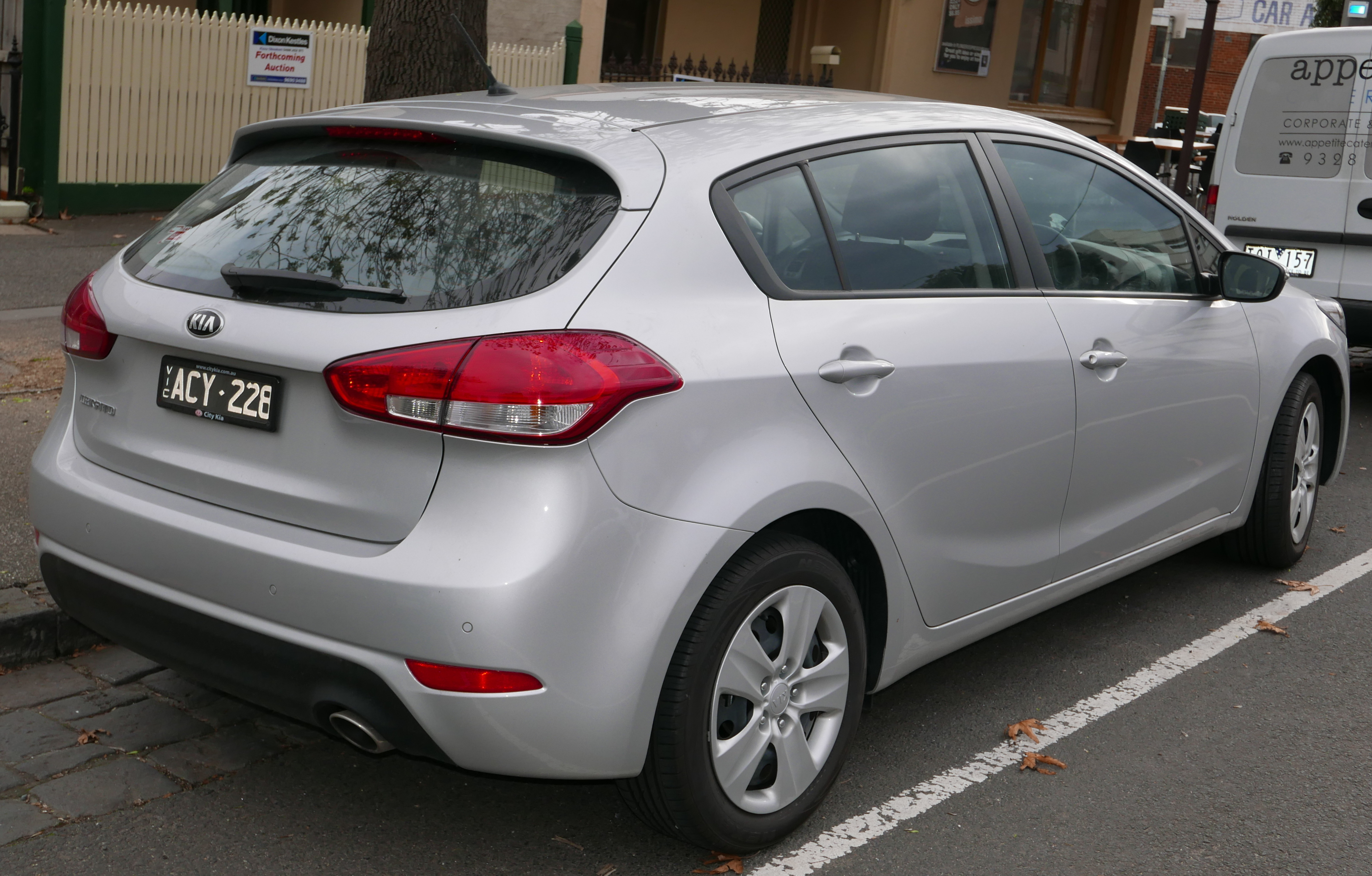
Heckansicht
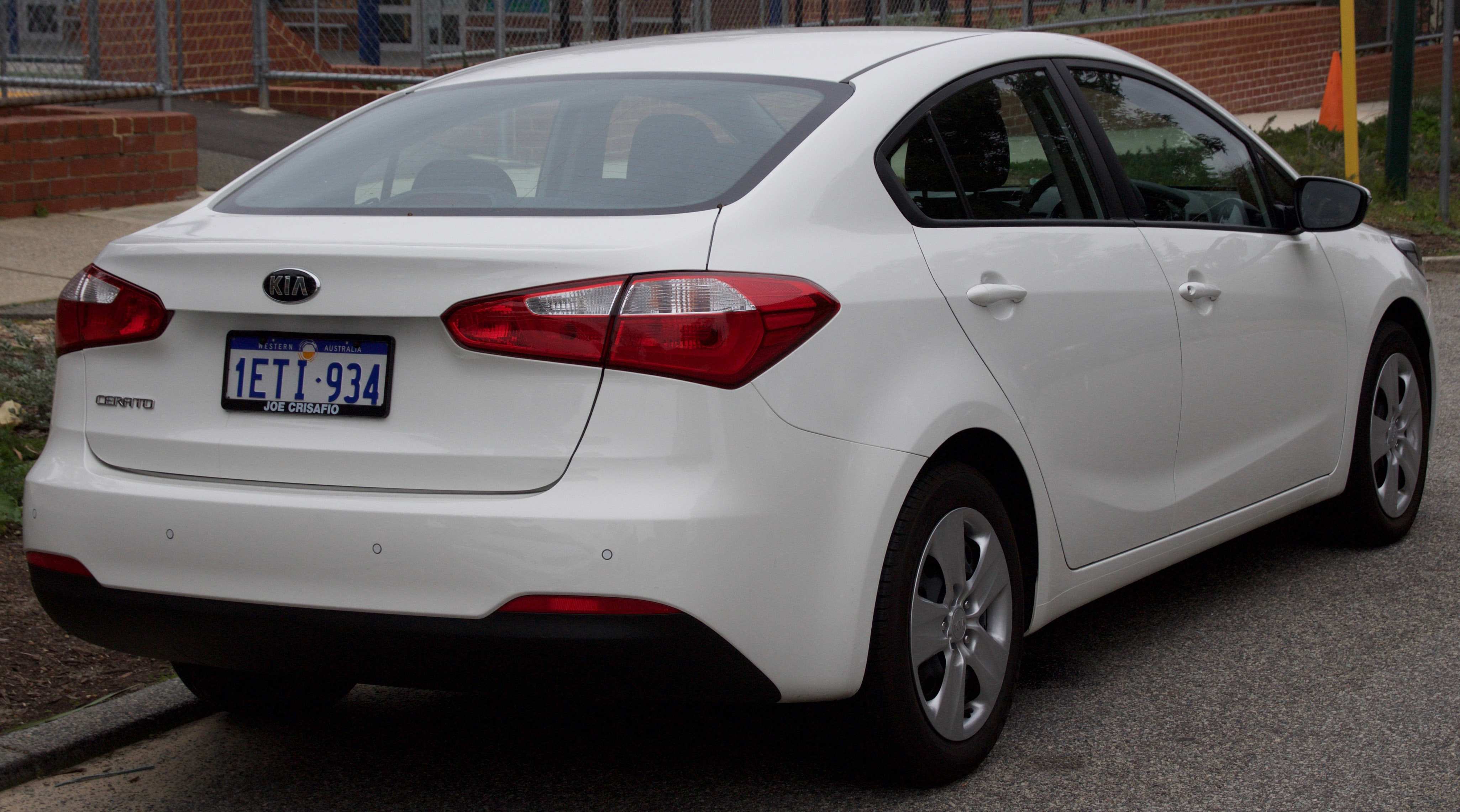
Kia Forte (2013–2017)
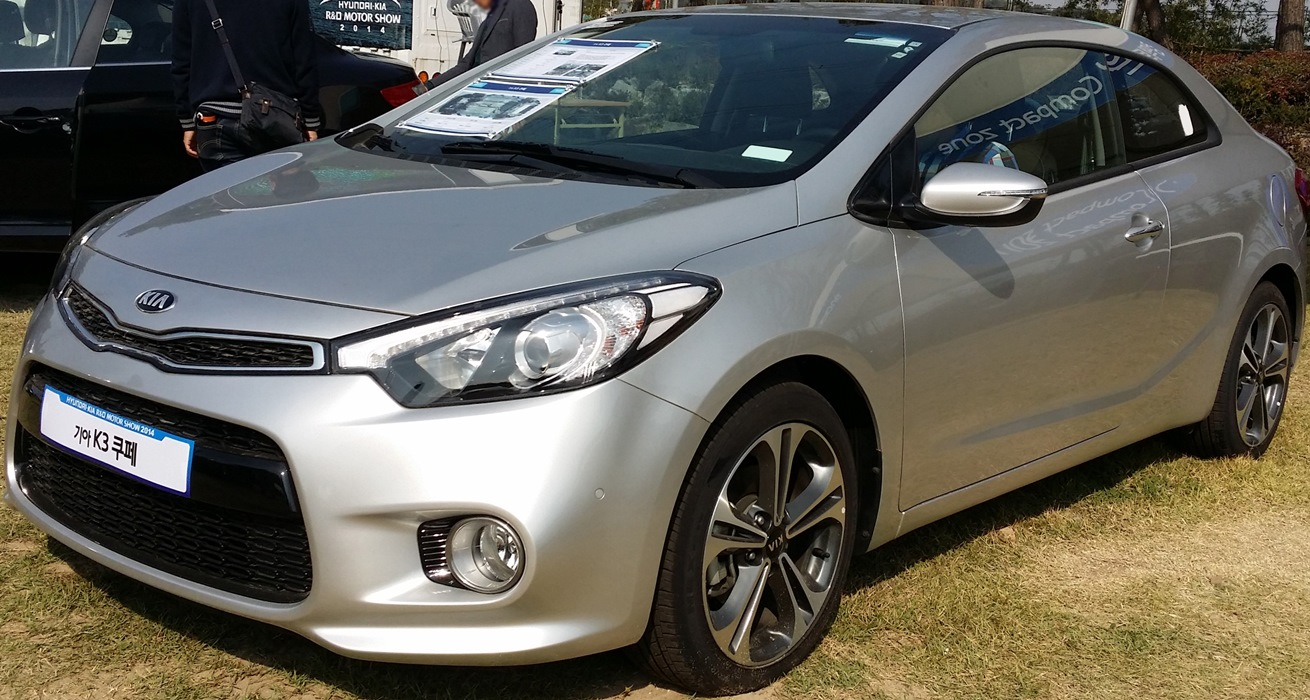
Kia Forte Coupé (2013–2017)
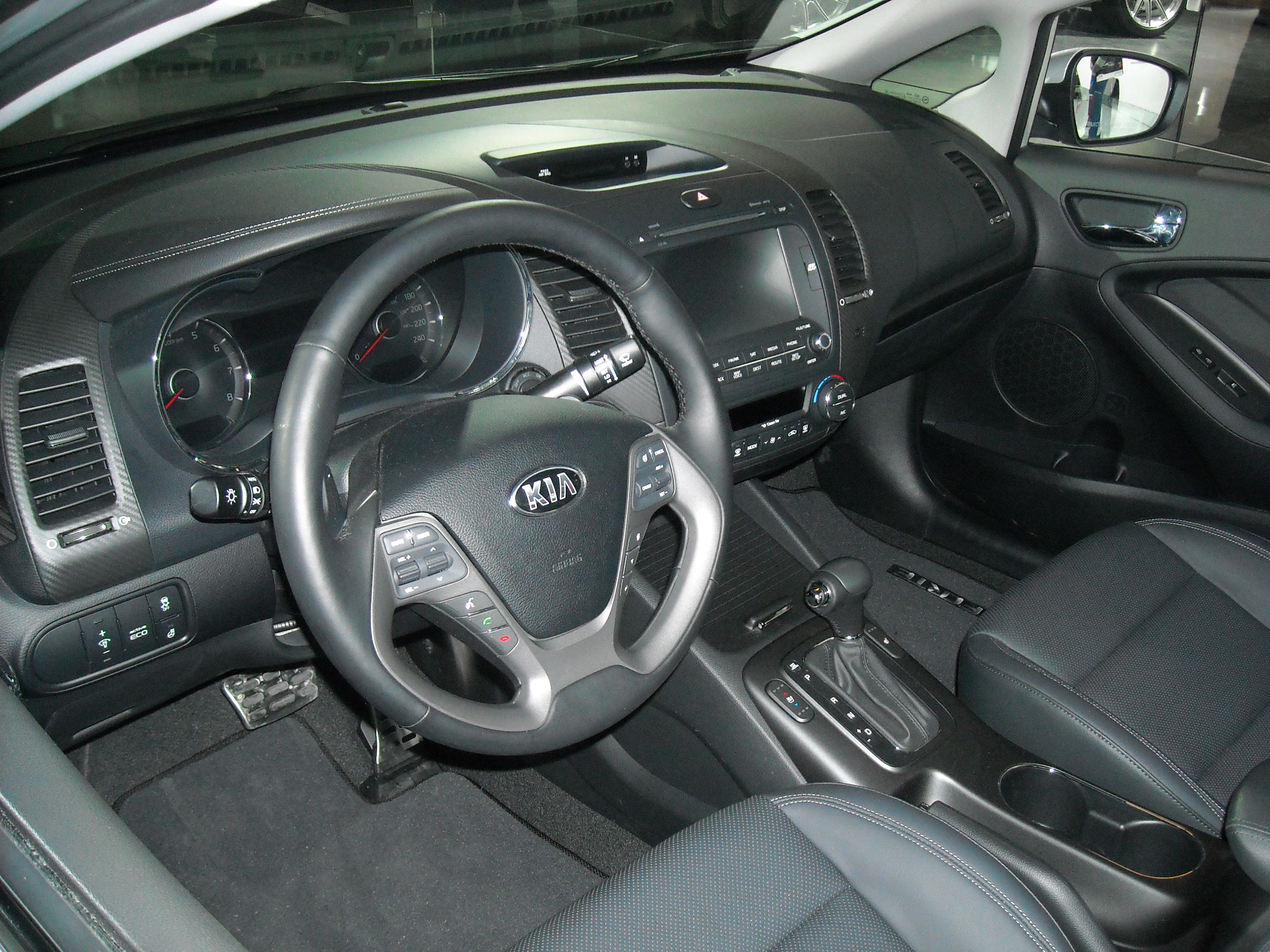
Innenraum
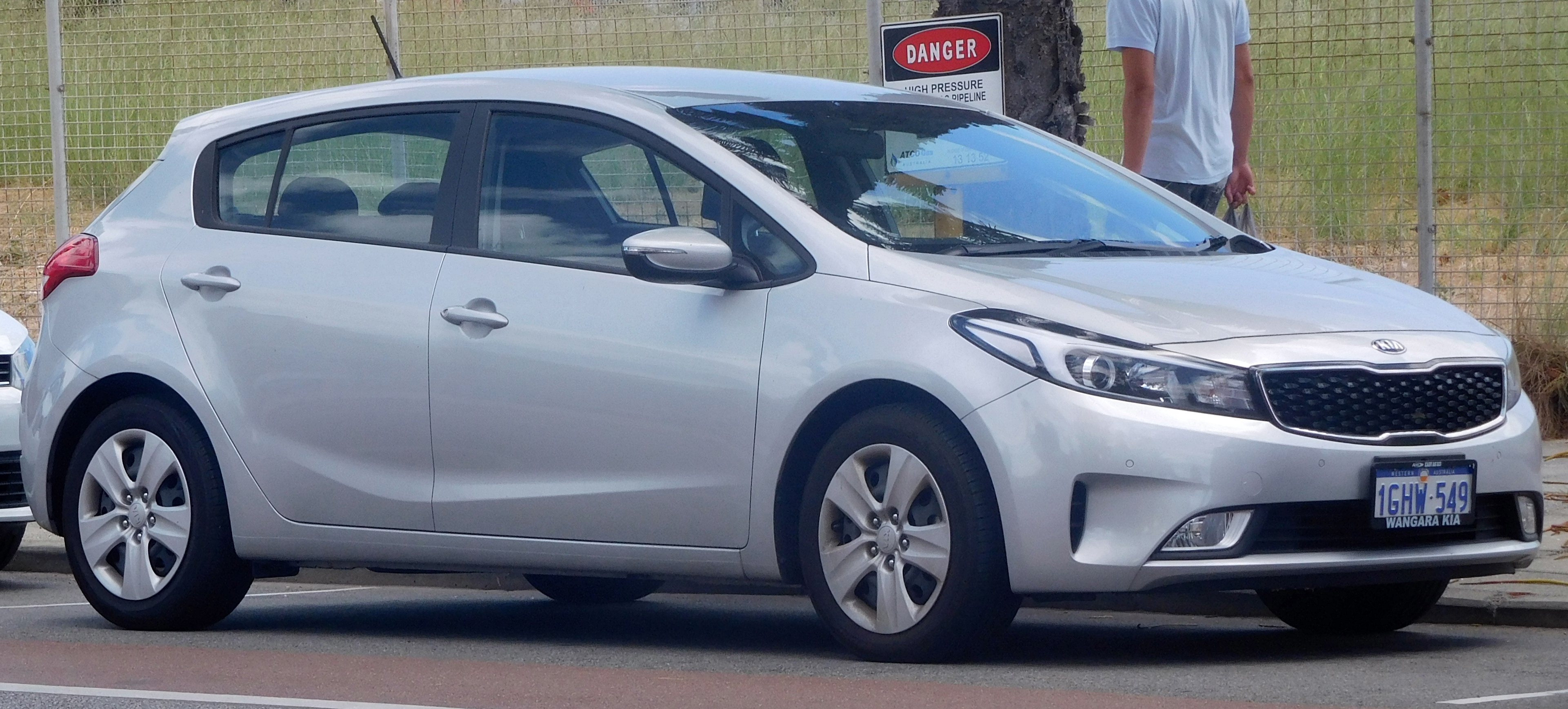
Kia Forte (2017–2018)

### Technische Daten
|                                             | 1.6 MPI                    | 2.0 MPI                  | 2.0 MPI                    | 1.6 CRDI                       | Coupé 1.6 T-GDI          |
| Motorkenndaten                              |                            |                          |                            |                                |                          |
| Motortyp                                    | R4-Ottomotor               | R4-Ottomotor             | R4-Ottomotor               | R4-Dieselmotor                 | R4-Ottomotor             |
| Hubraum                                     | 1591 cm³                   | 1999 cm³                 | 1999 cm³                   | 1582 cm³                       | 1591 cm³                 |
| max. Leistung bei min−1                     | 96 kW (131 PS) / 6300      | 110 kW (150 PS) / 6500   | 118 kW (160 PS) / 6500     | 100 kW (136 PS) / 4000         | 150 kW (204 PS) / 6000   |
| max. Drehmoment bei min−1                   | 157 Nm / 4850              | 194 Nm / 4800            | 194 Nm / 4800              | 300 Nm / 1750–2500             | 265 Nm / 1750–4500       |
| Kraftübertragung                            |                            |                          |                            |                                |                          |
| Antrieb                                     | Vorderradantrieb           | Vorderradantrieb         | Vorderradantrieb           | Vorderradantrieb               | Vorderradantrieb         |
| Getriebe, serienmäßig                       | 6-Gang-Schaltgetriebe      | 6-Gang-Automatikgetriebe | 6-Gang-Schaltgetriebe      | 7-Gang-Doppelkupplungsgetriebe | 6-Gang-Automatikgetriebe |
| Getriebe, optional                          | [6-Gang-Automatikgetriebe] | —                        | [6-Gang-Automatikgetriebe] | —                              | —                        |
| Messwerte                                   |                            |                          |                            |                                |                          |
| Höchstgeschwindigkeit                       | 200 km/h [195 km/h]        | 205 km/h                 | 210 km/h [205 km/h]        | 190 km/h                       | 222 km/h                 |
| Beschleunigung, 0–100 km/h                  | 10,1 s [11,6 s]            | 9,3 s                    | 9,3 s [10,2 s]             | 10,8 s                         | 7,4 s                    |
| Länge/Breite/Höhe                           | 4560/1780/1445 mm          | 4560/1780/1445 mm        | 4560/1780/1445 mm          | 4560/1780/1445 mm              | 4530/1780/1420 mm        |
| Leergewicht                                 | 1178–1295 kg               | 1239–1321 kg             |                            | 1310–1394 kg                   | 1388 kg                  |
| Kraftstoffverbrauch auf 100 km (kombiniert) | 6,5 l Super [6,8 l Super]  | 7,2 l Super              | 6,9 l Super [7,2 l Super]  | 4,6 l Diesel                   | 7,9 l Super              |
| Tankinhalt                                  | 50 l                       | 50 l                     | 50 l                       | 50 l                           | 50 l                     |

## 3. Generation (seit 2018)
Die dritte Generation des Forte wurde auf der North American International Auto Show im Januar 2018 in Detroit vorgestellt. In Nordamerika kam das Fahrzeug im Sommer 2018 in den Handel, in Mitteleuropa wird es nicht angeboten.
Im September 2018 präsentierte Kia in Südkorea mit dem K3 GT eine 13 Zentimeter kürzere Schrägheck-Version.
Ausschließlich auf dem chinesischen Markt wird die Baureihe seit November 2020 auch als Elektroauto verkauft.
Eine überarbeitete Version der Baureihe wurde im April 2021 vorgestellt.

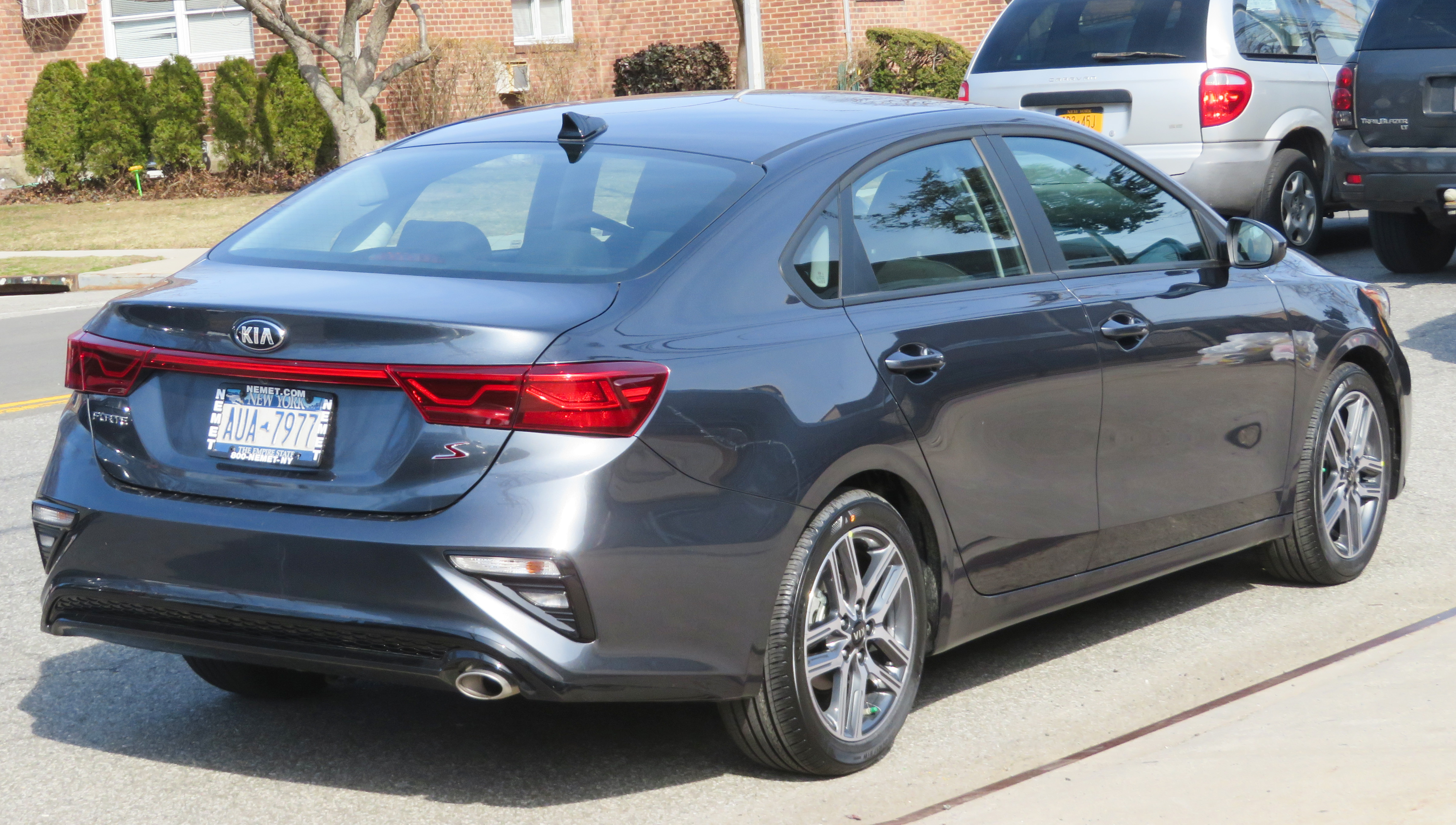
Heckansicht
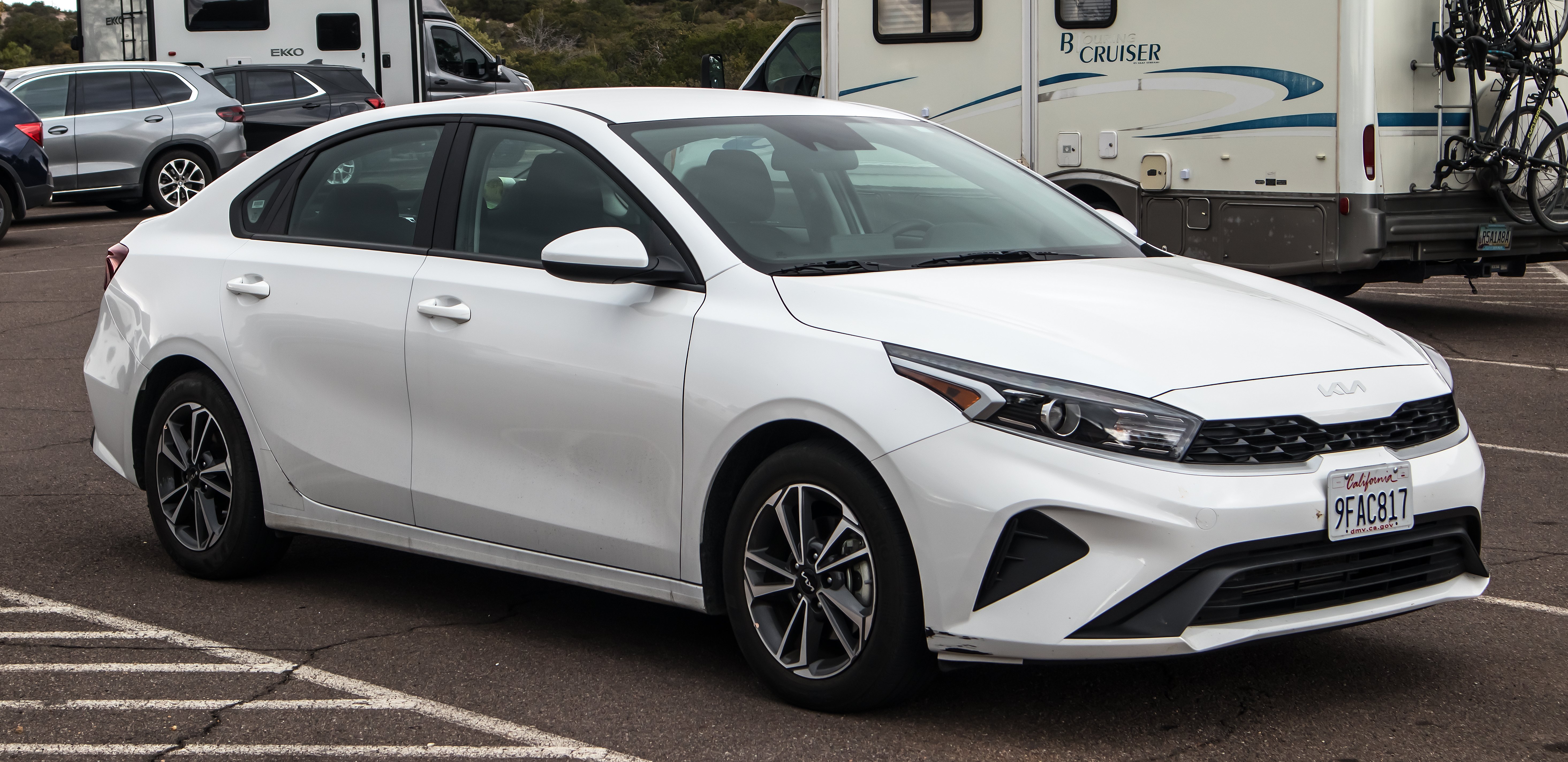
Kia Forte (seit 2021)
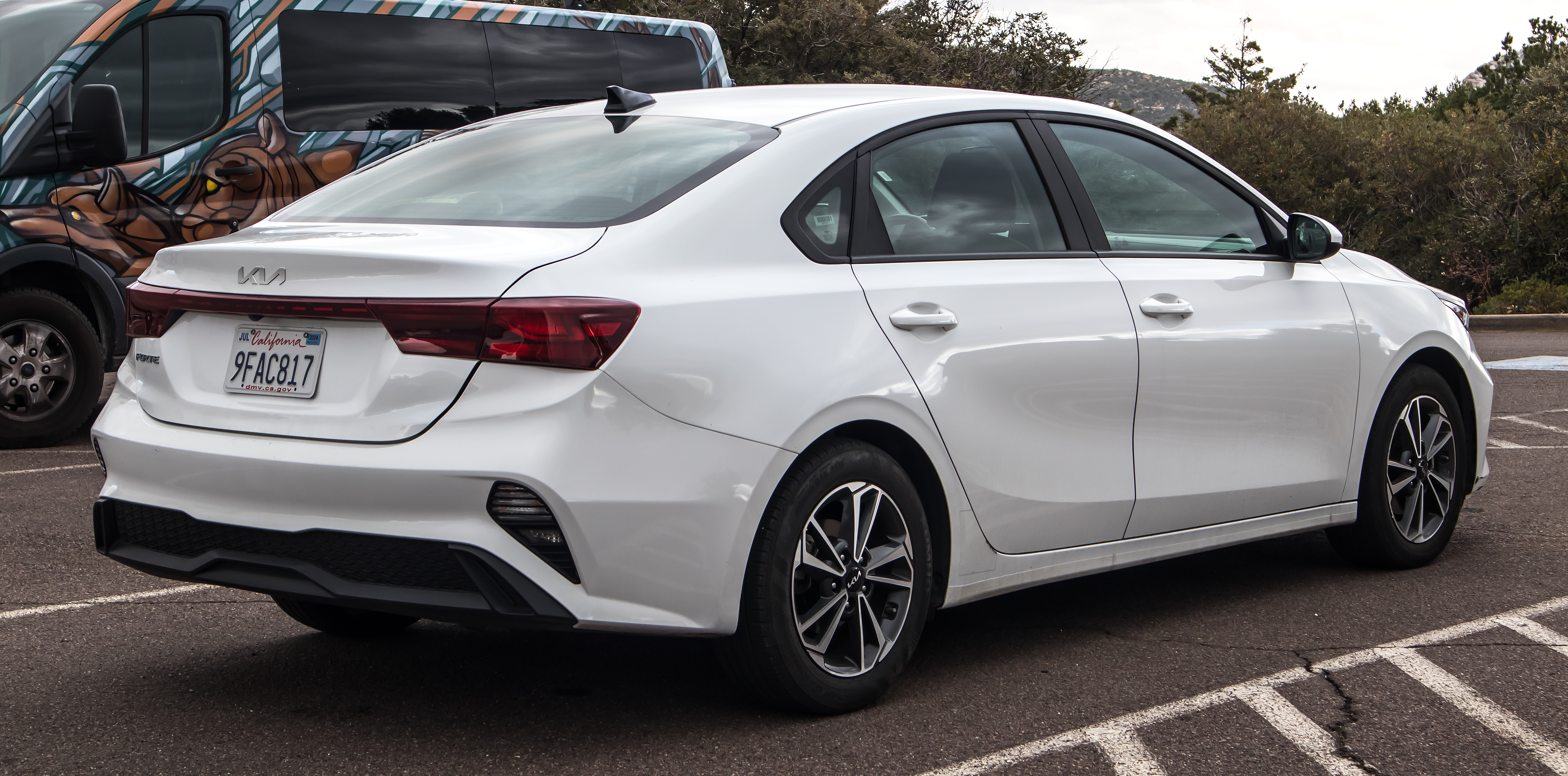
Heckansicht
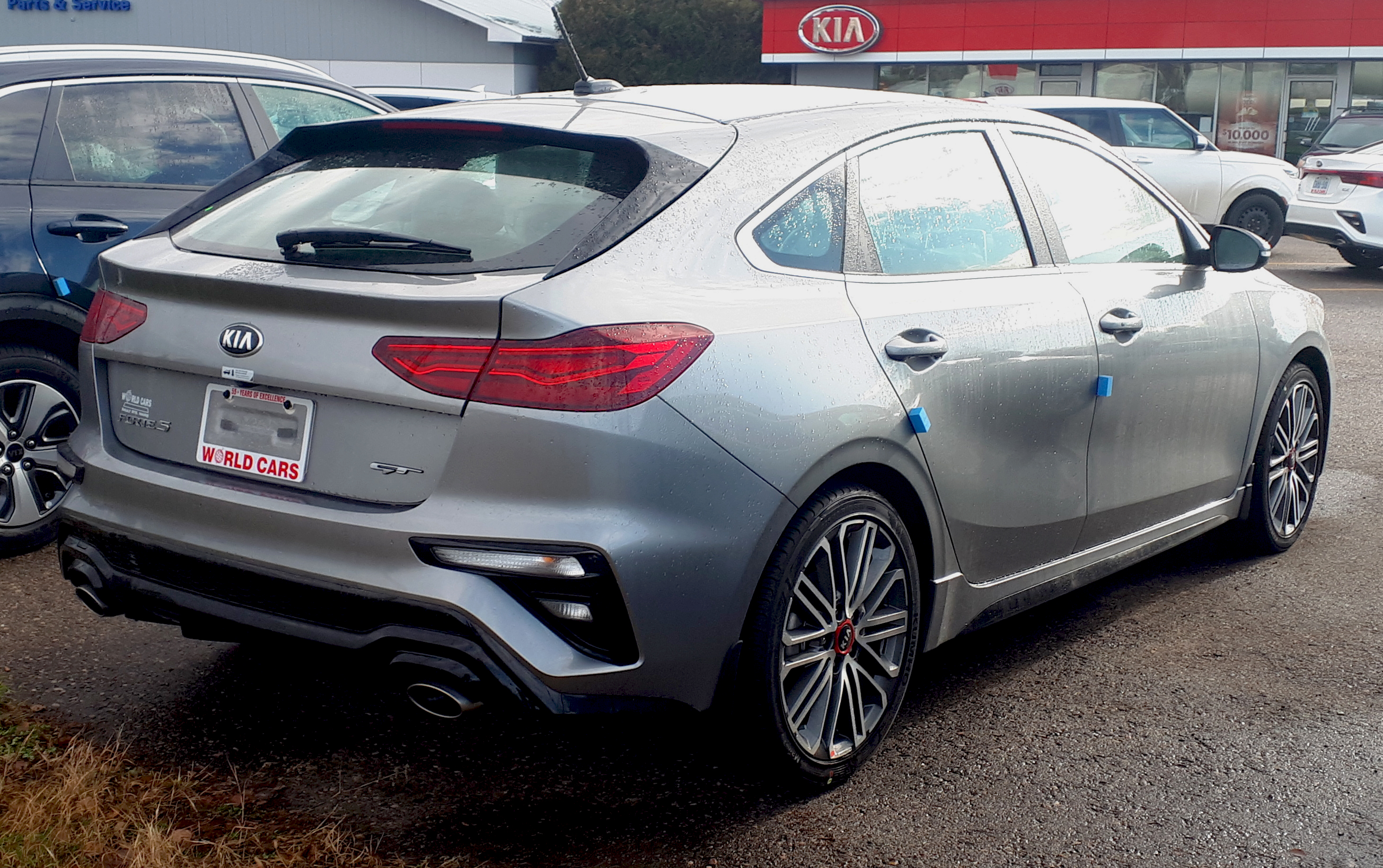
Kia Forte GT (2018–2021)

### Technische Daten
|                                             | 1.6 MPI                    | 1.6 T-GDI                        | 2.0 MPI                  |
| Bauzeitraum                                 | seit Sommer 2018           | seit Anfang 2019                 | seit Sommer 2018         |
| Motorkenndaten                              |                            |                                  |                          |
| Motortyp                                    | R4-Ottomotor               | R4-Ottomotor                     | R4-Ottomotor             |
| Hubraum                                     | 1591 cm³                   | 1591 cm³                         | 1999 cm³                 |
| max. Leistung bei min−1                     | 94 kW (128 PS) / 6300      | 150 kW (204 PS) / 6000           | 110 kW (150 PS) / 6200   |
| max. Drehmoment bei min−1                   | 155 Nm / 4850              | 265 Nm / 1500–4500               | 192 Nm / 4000            |
| Kraftübertragung                            |                            |                                  |                          |
| Antrieb                                     | Vorderradantrieb           | Vorderradantrieb                 | Vorderradantrieb         |
| Getriebe, serienmäßig                       | 6-Gang-Schaltgetriebe      | 6-Gang-Schaltgetriebe            | 6-Gang-Automatikgetriebe |
| Getriebe, optional                          | [6-Gang-Automatikgetriebe] | [7-Gang-Doppelkupplungsgetriebe] | —                        |
| Messwerte                                   |                            |                                  |                          |
| Höchstgeschwindigkeit                       | 200 km/h [195 km/h]        | k. A.                            | 203 km/h                 |
| Beschleunigung, 0–100 km/h                  | 10,6 s [11,6 s]            | k. A.                            | 9,8 s                    |
| Kraftstoffverbrauch auf 100 km (kombiniert) | 7,1 l Super [7,2 l Super]  | 8,2 l Super [8,3 l Super]        | 7,4 l Super              |